# Wahlkreis Sárkeresztúr
Der Wahlkreis Sárkeresztúr (Langform Wahlkreis Sárkeresztúr–Alcsút) war ein Wahlkreis im Komitat Fejér für die Wahlen des Abgeordnetenhauses im Ungarischen Reichstag (bis 1867 Landtag genannt).

## Beschreibung
Der Wahlkreis war einer von sieben im Komitat, das im Zentrum des Königreichs Ungarn lag. Er umfasste neben dem Hauptort Sárkeresztúr auch die Gegend um Alcsút im Norden des Komitats. Fast 67 Jahre lang war József Madarász Abgeordneter des Wahlkreises, bis er 1915 im Alter von 100 Jahren verstarb.

## Abgeordnete
Folgende Abgeordnete wurden bei den Wahlen im Wahlkreis Sárkeresztúr gewählt:
| Name                                              | Partei                                                                                       | Wahl   | Amtszeit                              |
| ------------------------------------------------- | -------------------------------------------------------------------------------------------- | ------ | ------------------------------------- |
| József Madarász                                   | –                                                                                            | 1848   | 5. Juli 1848 – 13. August 1849        |
| József Madarász                                   | Határozati Párt (Beschlusspartei)                                                            | 1861   | 6. April 1861 – 22. August 1861       |
| József Madarász                                   | Szélsőbal (Radikale Linke)                                                                   | 1865   | 14. Dezember 1865 – 9. Dezember 1868  |
| József Madarász                                   | 48-as Párt (’48er Partei)                                                                    | 1869   | 22. April 1869 – 15. April 1872       |
| József Madarász                                   | 48-as Párt (’48er Partei)                                                                    | 1872   | 3. September 1872 – 24. Mai 1875      |
| József Madarász                                   | Függetlenségi Párt (Unabhängigkeitspartei)                                                   | 1875   | 30. August 1875 – 29. Juni 1878       |
| József Madarász                                   | Függetlenségi Párt (Unabhängigkeitspartei)                                                   | 1878   | 19. Oktober 1878 – 1. Juni 1881       |
| József Madarász                                   | Függetlenségi Párt (Unabhängigkeitspartei)                                                   | 1881   | 26. September 1881 – 19. Mai 1884     |
| József Madarász                                   | Függetlenségi Párt (Unabhängigkeitspartei)                                                   | 1884   | 27. September 1884 – 25. Mai 1887     |
| József Madarász                                   | Negyvennyolcas Függetlenségi Párt (’48er Unabhängigkeitspartei)                              | 1887   | 28. September 1887 – 4. Januar 1892   |
| József Madarász                                   | Negyvennyolcas Függetlenségi Párt (’48er Unabhängigkeitspartei)                              | 1892   | 20. Februar 1892 – 3. Oktober 1896    |
| József Madarász                                   | Függetlenségi és 48-as Párt (Unabhängigkeits- und ’48er-Partei)                              | 1896   | 25. November 1896 – 5. September 1901 |
| József Madarász                                   | Függetlenségi és 48-as Párt (Unabhängigkeits- und ’48er-Partei)                              | 1901   | 26. Oktober 1901 – 3. Januar 1905     |
| József Madarász                                   | Függetlenségi és 48-as Párt (Unabhängigkeits- und ’48er-Partei)                              | 1905   | 17. Februar 1905 – 19. Februar 1906   |
| József Madarász                                   | Függetlenségi és 48-as Párt (Unabhängigkeits- und ’48er-Partei)                              | 1906   | 21. Mai 1906 – 21. März 1910          |
| József Madarász                                   | Függetlenségi és 48-as Justh-párt (Unabhängigkeits- und ’48er Justh-Partei)                  | 1910   | 23. Juni 1910 – 31. Januar 1915 (†)   |
| Tivadar Koller                                    | Egyesült Függetlenségi és Negyvennyolcas Párt (Vereinigte Unabhängigkeits- und ’48er-Partei) | 1915 1 | 19. April 1915 – 16. November 1918    |
| 1 Nachwahl aufgrund des Todes von József Madarász |                                                                                              |        |                                       |